# Hohenberg an der Eger
Hohenberg an der Eger är en stad  i Landkreis Wunsiedel im Fichtelgebirge i Regierungsbezirk Oberfranken i förbundslandet Bayern i Tyskland.
Sraden ingår i kommunalförbundet Schirnding tillsammans med köpingen Schirnding.